# RCH in het seizoen 1964/65
Het seizoen 1964/1965 was het 10e jaar in het bestaan van de Heemsteedse betaaldvoetbalclub RCH. De club kwam uit in de Tweede divisie A en eindigde daarin op de achtste plaats. Tevens deed de club mee aan het toernooi om de KNVB beker, hierin werd in de derde ronde verloren van Hilversum (1–2).

## Wedstrijdstatistieken

### Tweede divisie A
|       | AGOVV | Cambuur | EDO   | De Graafschap | Haarlem | Heerenveen | Hilversum | PEC   | Tubantia | Vitesse | Wageningen | FC Zaanstreek | ZFC   | Zwartemeer | Zwolsche Boys |
| ----- | ----- | ------- | ----- | ------------- | ------- | ---------- | --------- | ----- | -------- | ------- | ---------- | ------------- | ----- | ---------- | ------------- |
| Thuis | 3 – 0 | 1 – 2   | 0 – 1 | 0 – 3         | 3 – 3   | 1 – 1      | 3 – 1     | 2 – 1 | 0 – 4    | 0 – 2   | 2 – 3      | 1 – 3         | 1 – 0 | 1 – 0      | 3 – 0         |
| Uit   | 3 – 1 | 2 – 2   | 1 – 1 | 4 – 2         | 1 – 0   | 0 – 0      | 0 – 3     | 0 – 0 | 2 – 3    | 3 – 3   | 2 – 2      | 2 – 1         | 0 – 3 | 1 – 2      | 1 – 2         |

### KNVB Beker
| 1e ronde                                            | RCH                                  | 2 – 0 (0 – 0) | Ajax                                |
| 4 oktober 1964 Plaats: Heemstede Sportparklaan      | Van Dijk 72' Ulrich Maslo 89' (pen.) |               |                                     |
| 2e ronde                                            | Heerenveen                           | 0 – 2 (0 – 1) | RCH                                 |
| 6 december 1964 Plaats: Heerenveen J.H. Kruisstraat |                                      |               | 4', 48' Koos van Weerlee            |
| 3e ronde                                            | RCH                                  | 1 – 2 (0 – 0) | Hilversum                           |
| 28 februari 1965 Plaats: Heemstede Sportparklaan    | Jan Dahrs 55' (pen.)                 |               | 70' Kees Oudendijk 75' Joop de Haan |

## Statistieken RCH 1964/1965

### Eindstand RCH in de Nederlandse Tweede divisie A 1964 / 1965
| Stand | Gespeeld | Gewonnen | Gelijk | Verloren | Punten | Doelpunten voor | Doelpunten tegen |
| ----- | -------- | -------- | ------ | -------- | ------ | --------------- | ---------------- |
| 8e    | 30       | 11       | 8      | 11       | 30     | 46              | 46               |

### Topscorers
| #                | Naam                                 | Goal |
| ---------------- | ------------------------------------ | ---- |
| 1.               | Uli Maslo                            | 14   |
| 2.               | Dick Meijer                          | 8    |
| 3.               | László Nánai                         | 5    |
| 4.               | Arie van den Berg                    | 4    |
| 4.               | Dries Hendriks                       | 4    |
| 6.               | Jan van Doesselaar                   | 3    |
| 7.               | Jan Dahrs                            | 1    |
| 7.               | J. van Dijk                          | 1    |
| 7.               | Engelenburg                          | 1    |
| 7.               | Jan Honout                           | 1    |
| Eigen doelpunten |                                      |      |
| –                | Arie Alberding (Vitesse)             | 1    |
| –                | Roelof van der Hulst (Zwolsche Boys) | 1    |
| –                | Kees Nijdeken (AGOVV)                | 1    |
| –                | Hans Paauwe (Zaanstreek)             | 1    |
| Totaal           | Totaal                               | 46   |

| #      | Naam             | Goal |
| ------ | ---------------- | ---- |
| 1.     | Koos van Weerlee | 2    |
| 2.     | Jan Dahrs        | 1    |
| 2.     | Van Dijk         | 1    |
| 2.     | Uli Maslo        | 1    |
| Totaal | Totaal           | 5    |